# Ávila (pokrajina)
Ávila je španjolska provincija na južnom dijelu 
autonomne zajedne Kastilja i León, u središnjoj Španjolskoj.
Provincija ima 167.015 stanovnika (1. siječnja 2014.) a središte je istoimeni grad Ávila. Prostire se na 8.050,15 km². Službeni jezik je španjolski.

## Vanjske poveznice
- Službene stranice